# Ensembl
Ensembl ist ein 1999 gestartetes bioinformatisches Forschungsprojekt, das darauf abzielt „Software zu entwickeln, die automatisch Vermerke zum eukaryotischen Genom anlegt und pflegt“.  Es wird am European Bioinformatics Institute (EBI) auf einem Außenposten des European Molecular Biology Laboratory (EMBL) mit einem Team von rund 90 Personen betrieben.
Alle Daten und die Software, die in diesem Projekt erzeugt werden, können von jedem eingesehen und genutzt werden. Der Upload sowie auch der Download von Daten ist möglich. Die meiste Software basiert auf Perl und der BioPerl-Infrastruktur.
Eine stetig wachsende Anzahl von Genomen von Vertebraten und Modellorganismen können eingesehen und durchsucht werden. Unter anderem:
- Chordaten
  - Säugetiere: Mensch (Homo sapiens), Schimpanse (Pan troglodytes), Rhesusaffe (Macaca mulatta), Hausmaus (Mus musculus), Wanderratte (Rattus norvegicus), Haushund (Canis familiaris), Rind (Bos taurus), Afrikanischer Elefant (Loxodonta africana), Opossum (Monodelphis domestica)[1], Braunbrustigel (Erinaceus europaeus), Hauspferd (Equus caballus)
  - Vögel: Haushuhn (Gallus gallus)
  - Fische: Zebrabärbling (Danio rerio), Fugu (Takifugu rubripes), Grüner Kugelfisch (Tetraodon nigroviridis)
  - Seescheiden: Schlauchascidie (Ciona intestinalis), Ciona savignyi
- Wirbellose
  - Insekten: Taufliege Drosophila melanogaster, Moskito Anopheles gambiae, Honigbiene (Apis mellifera)
  - Fadenwürmer: Caenorhabditis elegans
- Hefen
  - Bierhefe (Saccharomyces cerevisiae)

## Datenanzeige
Auf der Eingangsseite der einzelnen Spezies findet der Anwender zunächst Statistiken, allgemeine Informationen über das Genom und Neuigkeiten.
Die Genkarte kann entweder durch einfaches Klicken auf einen Chromosomenabschnitt oder durch manuelle Eingabe von Genmarkern aufgerufen werden.
Auf der Seite werden vier Teilabschnitte angezeigt:
- das komplette Chromosom mit hervorgehobenen Ausschnitt, der im Detail betrachtet wird
- Overview: Ein Überblick über eventuelle Syntänien (das Vorhandensein von Chromosomenbereichen mit den gleichen Genen in der gleichen Anordnung bei verschiedenen Spezies), Gene und Marker in der ausgewählten Region
- Detailed View: Gene, mRNA, Proteine etc. können hier eingesehen werden
- Basepair View: Anzeige der Nukleotidsequenz mit ihren drei möglichen Leserastern und die daraus resultierenden Aminosäuresequenzen

## Suchfunktionen
- Stichwortsuche: Mit Search Ensembl kann der Nutzer z. B. nach Genen, Markernamen, Proteinen, Krankheiten oder Syndromen die bereitgestellten Genome durchsuchen.
- BLAST: Die BLAST-Suchfunktion ermöglicht es, eine gegebene Nukleotid- oder Proteinsequenz mit der Datenbank zu vergleichen.
- ExportView: ExportView findet Genregionen anhand der Eingabe von Koordinaten.
- Data mining (BioMart): Dieses Tool ermöglicht eine durch vielfältige Filtereinstellungen präzise Suche nach Genregionen.